# Navire océanographique

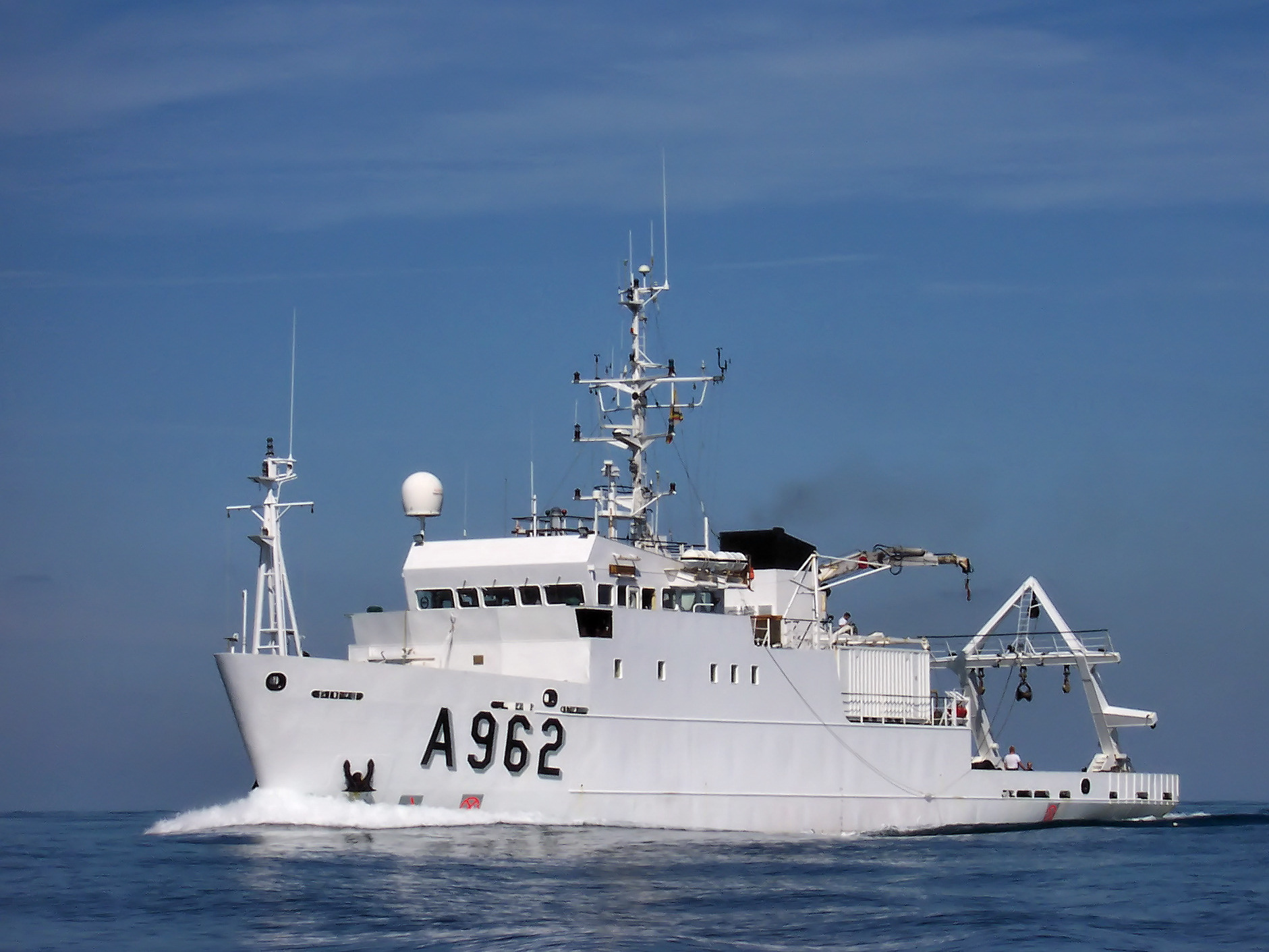
Le Belgica en mer

Un navire océanographique est un navire utilisé pour la recherche scientifique en mer, et plus particulièrement les domaines de l'océanographie, de la météorologie, des études de courants marins, de la flore et de la faune aquatique, etc. Certains sont spécifiquement destinés à l'origine à être des navires-espions.
Ces navires sont donc dotés de multiples instruments de mesure, de laboratoires, et d'embarcations. De nombreux scientifiques sont présents à bord en supplément de l'équipage. Certains navires marchent à la voile, afin de limiter la pollution et le bruit généré par les moteurs.

## Types modernes

### Navire hydrographique
Un navire de levés hydrographiques est un navire conçu pour effectuer des recherches hydrographiques et des levés. Des cartes marines sont produites à partir de ces informations pour assurer la sécurité de la navigation par militaire et civil navigation.
Les navires de levés hydrographiques effectuent également des levés sismiques du fond marin et de la géologie sous-jacente. Outre la production des cartes, ces informations sont utiles pour détecter les éléments géologiques susceptibles de contenir du pétrole ou du gaz. Ces navires montent généralement des équipements sur une structure remorquée, par exemple, canons à air utilisés pour générer des ondes de chocs qui sonnent strata sous le fond marin, ou monté sur la quille, par exemple un sondeur.
Dans la pratique, les navires de levés hydrographiques sont souvent équipés pour remplir plusieurs rôles. Certains fonctionnent également comme navires de recherches océanographiques. Les navires de relevés hydrographiques navals effectuent souvent des recherches navales, par exemple, sur la détection de sous-marins.
Un exemple de navire hydrographique est le NGCC Frederick G. Creed. Pour un exemple d'emploi d'un navire d'étude, voir HMS Hydra.

### Navire de recherche océanographique
Les navires de recherche océanographique effectuent des recherches sur les caractéristiques physiques, chimiques et biologiques de l'eau, de l'atmosphère, et climat, et transportent à ces fins des équipements de prélèvement d'échantillons d'eau à différentes profondeurs, y compris en haute mer, ainsi que des équipements de sondage hydrographique des fonds marins, ainsi que de nombreux autres capteurs environnementaux. Ces navires transportent aussi souvent des plongeurs scientifiques et véhicule sous-marin sans pilotes. Les exigences de la recherche océanographique et hydrographique étant très différentes de celles de la recherche halieutique, ces bateaux remplissent souvent un double rôle. Les récentes campagnes de recherche océanographique incluent GEOTRACES et NAAMES.
Des exemples de navires de recherche océanographique incluent le Pourquoi Pas ? de la Flotte océanographique française, le NOAAS Ronald H. Brown et la Marine chilienne Cabo de Hornos.

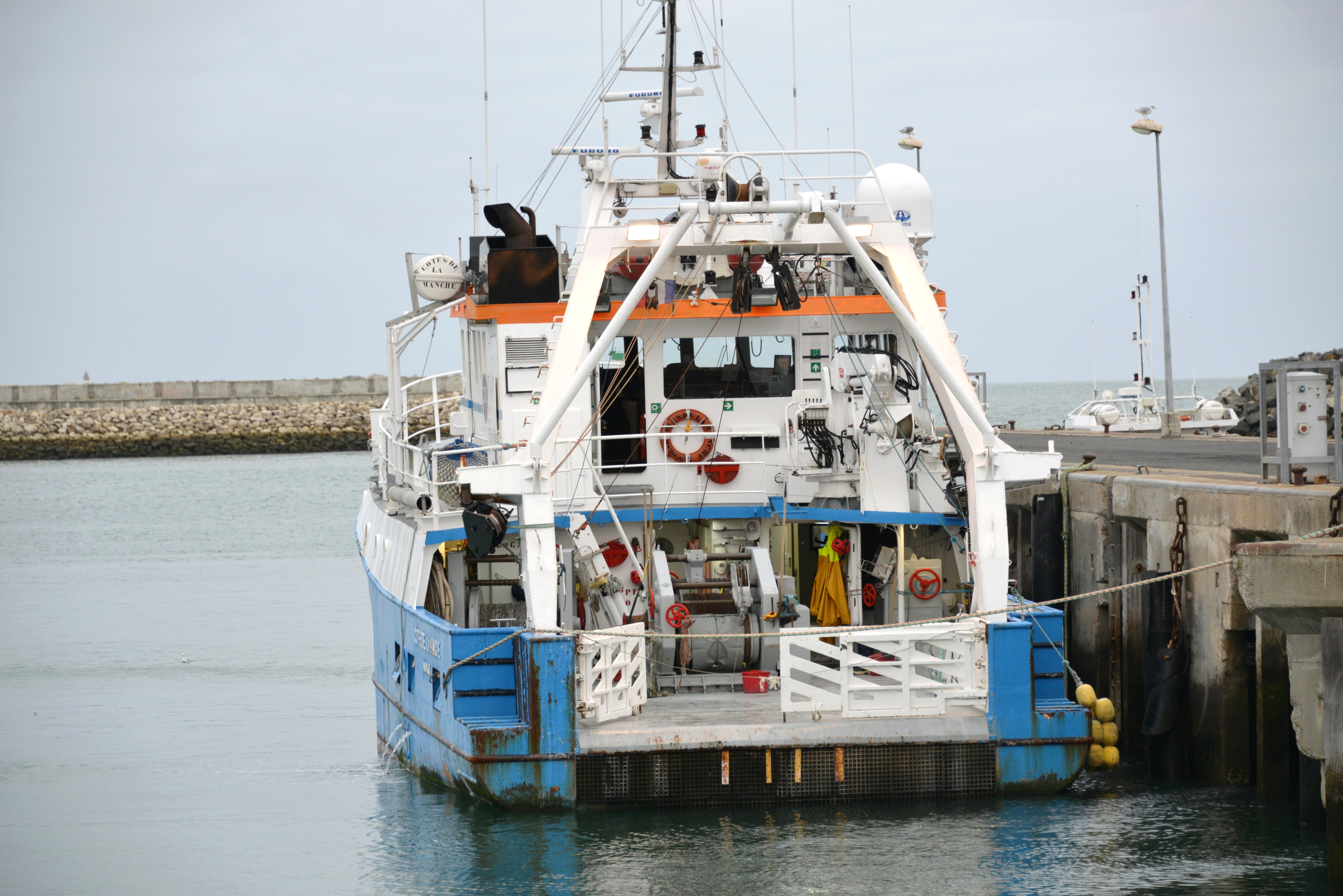
Le navire océanographique français Côtes de la Manche (lancé en 1997 à La Rochelle, n° MX 905622) est dédié aux recherches halieutiques.

### Navire de recherche halieutique
Un navire de recherche halieutique nécessite des plates-formes capables de remorquer différents types de filet de pêche, de collecter du plancton ou des échantillons d'eau à différentes profondeurs et d'emporter des bouées acoustiques ou du matériel de détection de poissons. Les navires de recherche halieutique sont souvent conçus et construits sur le même modèle qu'un grand navire de pêche, mais avec un espace réservé aux laboratoires et au stockage des équipements, par opposition au stockage des captures. Des exemples de navires de recherche halieutique sont le L'Europe de la Flotte océanographique française et le FRV Scotia.

### Navire de recherche navale
Les navires de recherche navale enquêtent sur les problèmes navals, tels que la détection de sous-marins et de mines ou les essais de sonar et d'armes. Un exemple de navire de recherche navale est le Planet de la Marine allemande.

### Navire de recherche polaire
Pour l'exploration polaire, les navires de recherche sont construits autour d'une coque de brise-glace, ce qui leur permet de s'engager dans la navigation dans les glaces et d'opérer dans les eaux polaires. Ces navires ont généralement un double rôle, en particulier dans l'Antarctique, où ils fonctionnent également comme ravitailleurs polaires.

### Navire de prospection sismique
La prospection sismique marine se fait au moyen du navire adapté équipé de canon à air ou à eau, comme sur le Ramform Titan.

## Dans le monde

### Navires océanographiques français
Navires du commandant Cousteau
- L’Alcyone
- La Calypso

Navires de l’Ifremer
- Jean Charcot (1965-1989) navire pluridisciplinaire
- L'Atalante navire pluridisciplinaire
- Thalassa navire destiné à l'halieutique
- Le Suroît navire pluridisciplinaire
- L'Europe navire de façade méditerranéenne
- Gwen Drez navire de façade atlantique
- Thalia navire de façade atlantique
- Haliotis vedette océanographique

Navires exploités conjointement pour le compte du SHOM et de l’Ifremer
- Navire océanographique Pourquoi pas ?, un des plus récents, ayant repris le nom célèbre du navire d'exploration Pourquoi Pas ? de Jean-Baptiste Charcot
- Bâtiment hydrographique et océanographique Beautemps-Beaupré

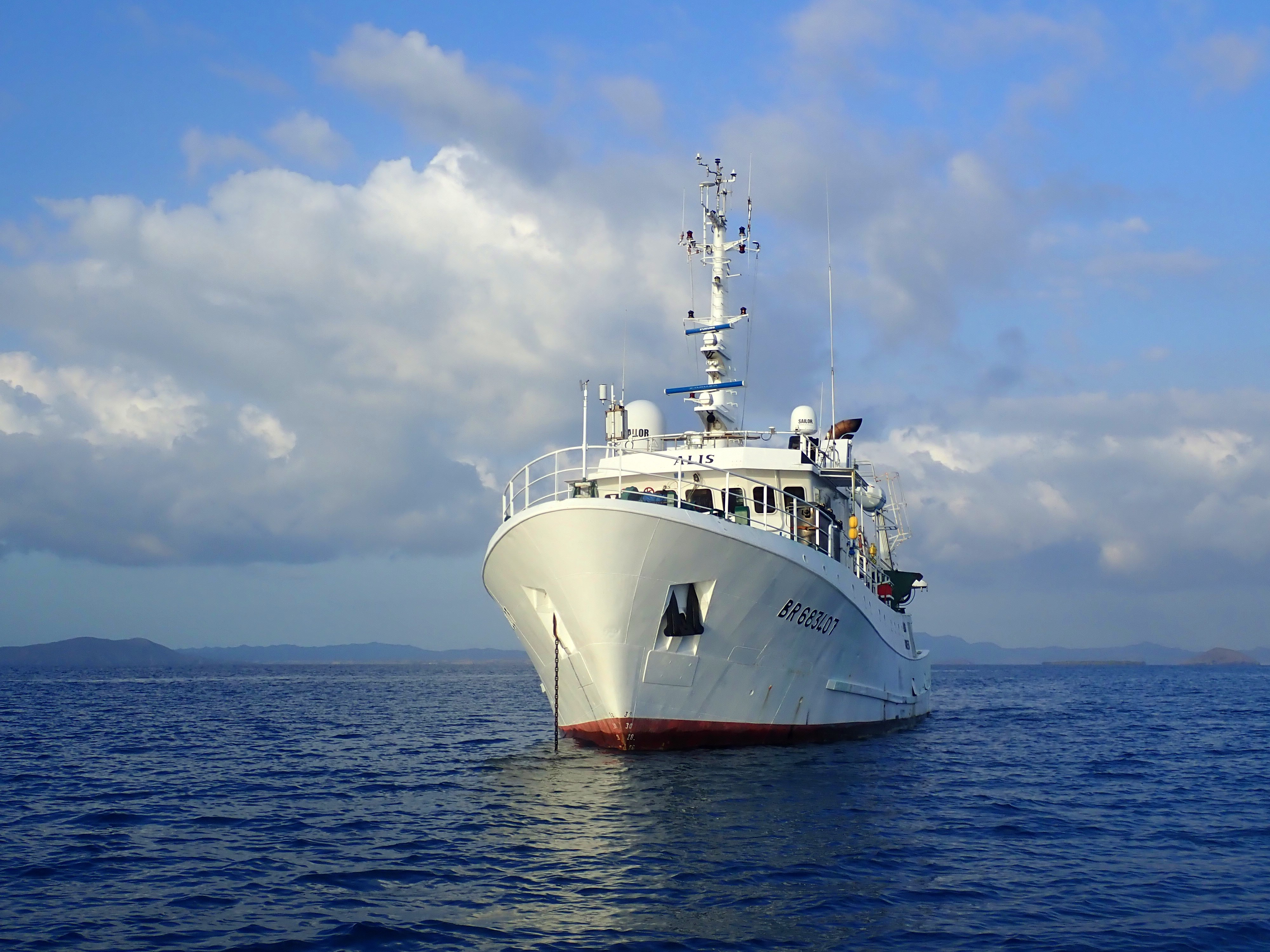
L'Alis, en Nouvelle-Calédonie.

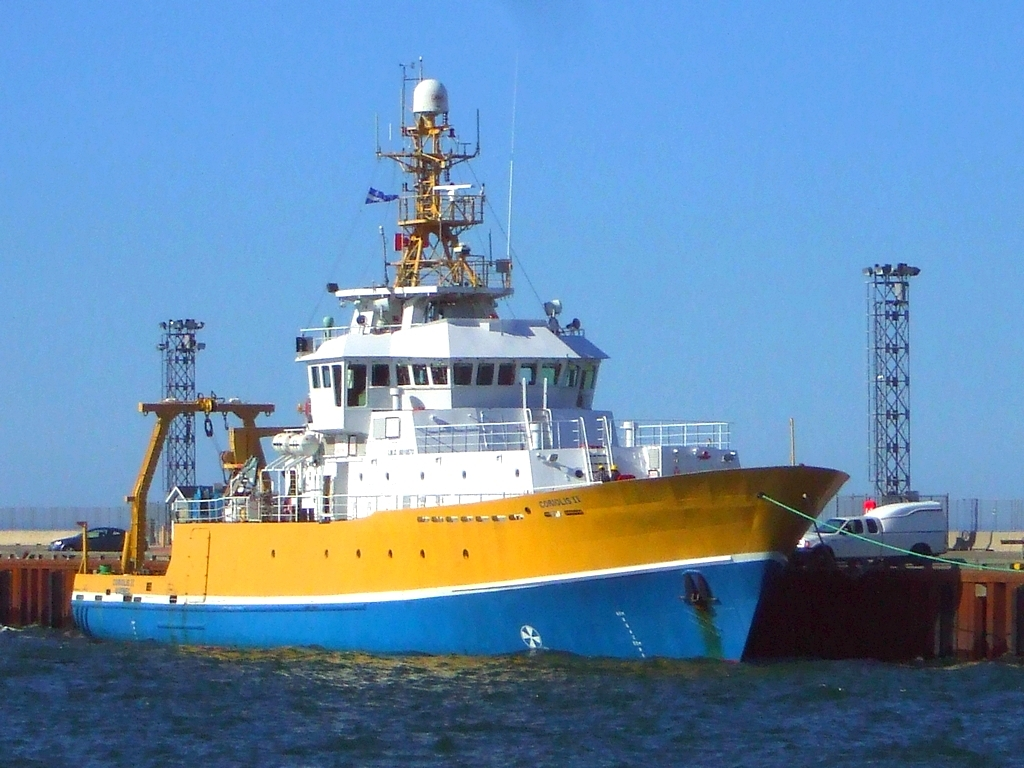
Le Coriolis II, navire océanographique québécois

Navires de l’IRD
- Alis
- Antea

Autres navires
- Coriolis II
- Côte d'Aquitaine
- Côtes de la Manche
- Gwen-Drez
- La Curieuse
- Marion Dufresne 2
- Sedna IV
- Téthys II
- Kilo Moana
- Yersin
- Dar al Beida

### Espagne

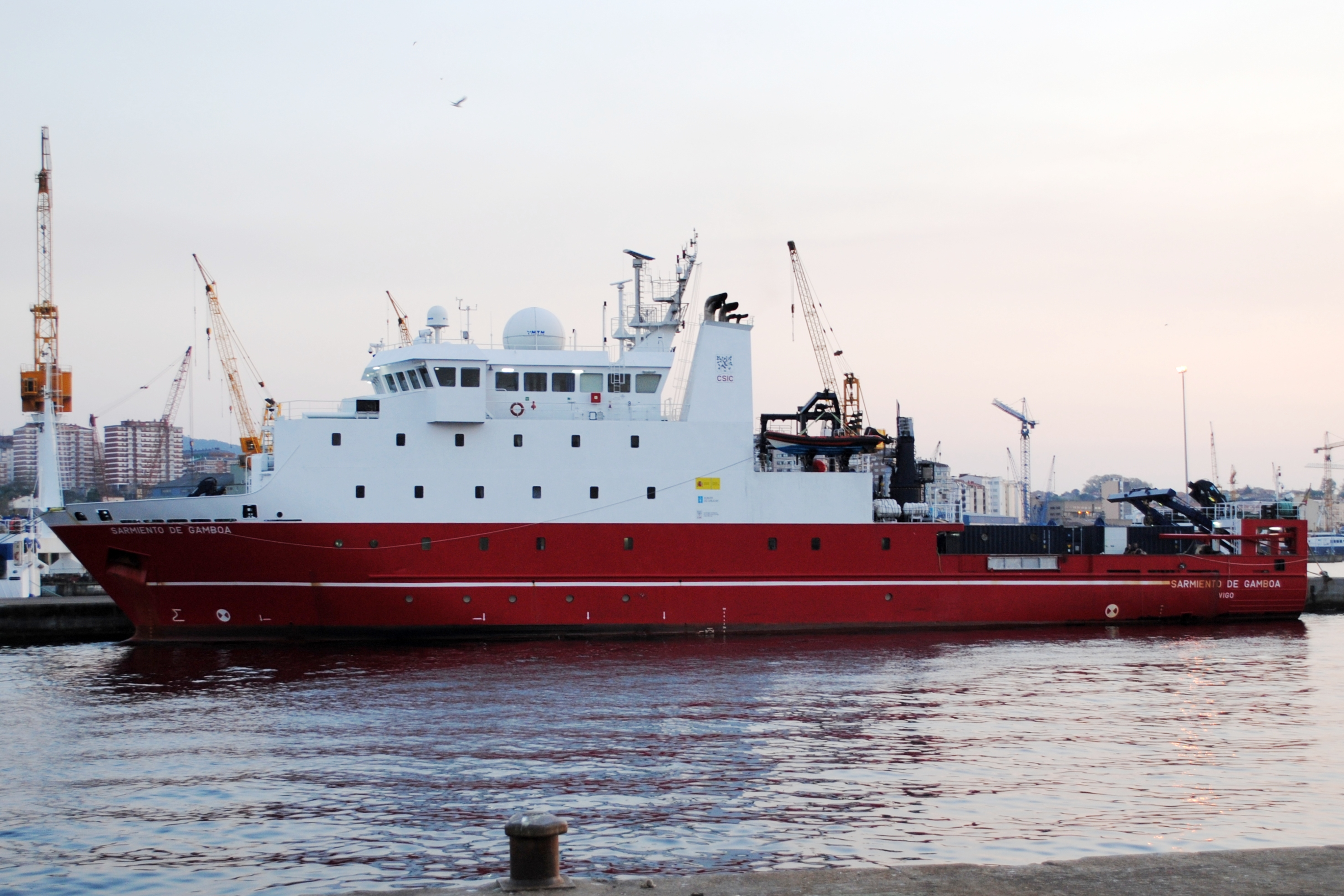
Sarmiento de Gamboa

La marine espagnole met en œuvre les navires océanographiques Las Palmas (A-52) et le brise-glace Hespérides (A-33) dépendant du Ministère de la défense ainsi que le Sarmiento de Gamboa, dépendant du ministère de la science.

### Autres navires océanographiques

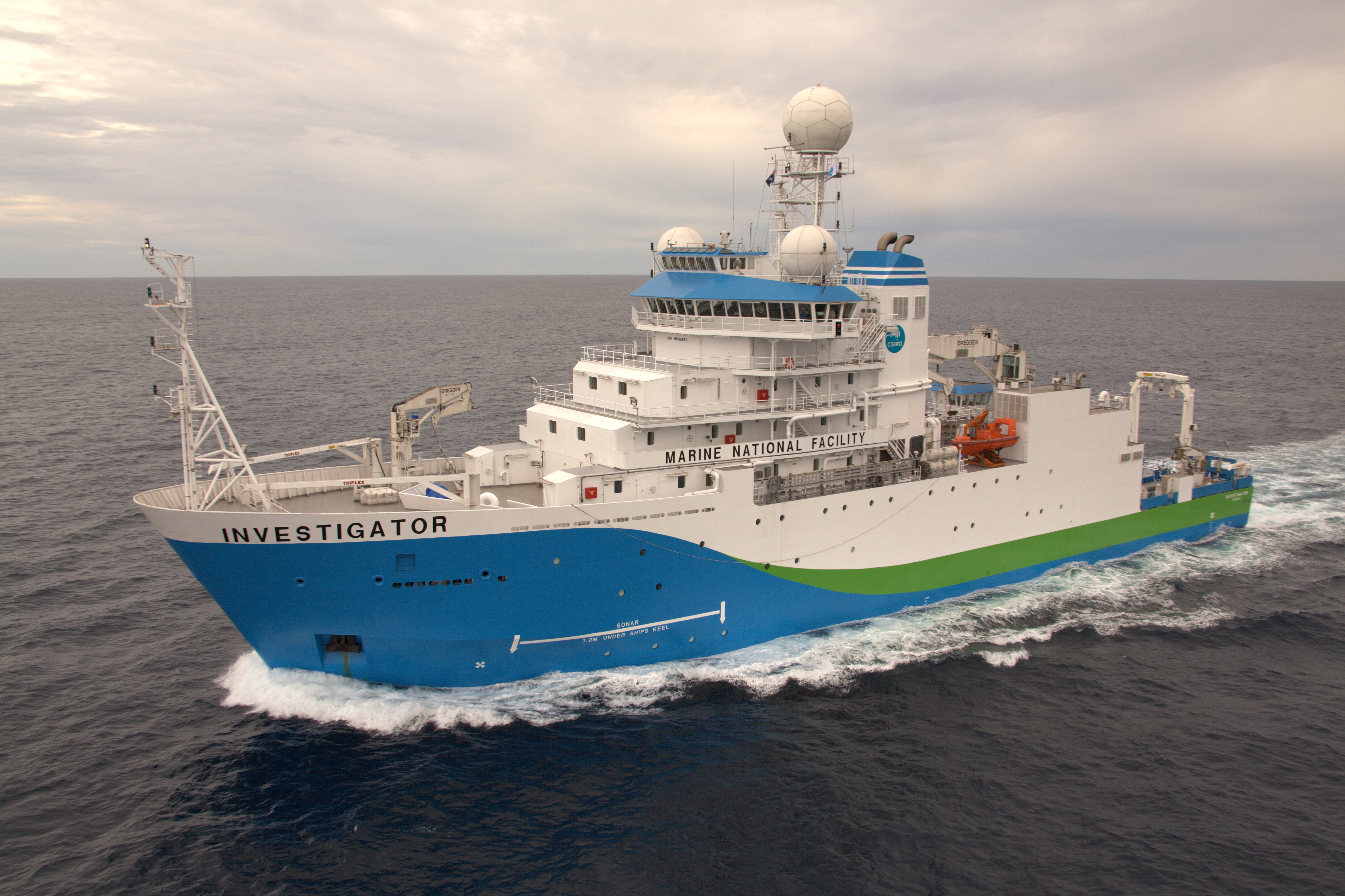
Le RV Investigator australien

- RV Investigator  Australie
- Haithabu  Allemagne
- FS Ludwig Prandtl  Allemagne
- Belgica  Belgique
- Coriolis II  Canada
- Alcide C. Horth  Canada
- RV Celtic Explorer  Irlande
- Charif Al Idrissi  Maroc
- Yersin  Monaco
- Amiral Vladimirski  Russie